# Małgorzata Kowalczyk
Małgorzata Ewa Kowalczyk (* 1974) ist eine polnische Historikerin, die sich auf neuere polnische Geschichte spezialisiert hat. Sie ist Dozentin an der Universität Breslau.

## Biographie
Małgorzata Ewa Kowalczyk wurde in Ziębice (deutsch Münsterberg in Niederschlesien) geboren. Nach dem Abitur im Jahre 1993 studierte sie ab 1994 Geschichte an der Universität in Breslau und beendete das Studium 1999 mit dem Magister-Abschluss. 1998 erhielt sie von der Breslauer Universität ein Stipendium und studierte u. a. an der Belarussischen Staatsuniversität in Minsk. Im Anschluss absolvierte sie ihr Doktoratsstudium, promovierte 2003 und erhielt für ihre Dissertation mit dem Titel Obraz Włoch w polskim piśmiennictwie geograficznym i podróżni czym osiemnastego wieku (Das Bild Italiens in der polnisch-geografischen und touristischen Literatur des 18. Jahrhunderts) den Doktortitel der humanistischen Wissenschaft in neuerer Geschichte. Ihr Doktorvater war Bogdan Rok. Seit 2004 arbeitet sie als wissenschaftliche Mitarbeiterin am Institut für polnische und neuere Geschichte (16. bis 18. Jahrhundert) an der Universität Breslau. 2006 erhielt sie von der Lanckoroński-Stiftung ein Stipendium in Rom. Im Jahre 2008 absolvierte sie ein didaktisches Praktikum im Rahmen des LLP Erasmus Programmes in Sizilien an der Universität Catania. In den Jahren 2009, 2010, 2012 und 2013 absolvierte sie ein wissenschaftliches Praktikum an der Nationalen Iwan-Franko-Universität Lwiw (Ukraine). 2010 und 2011 absolvierte sie ein wissenschaftliches Praktikum an der Litauischen Universität für Bildungswissenschaften und wechselte 2011 an die Staatliche Universität Sankt Petersburg (Russland).

## Wissenschaftliche Arbeiten
Das besondere Interesse Kowalczyks bezieht sich auf die Geschichte des Reisens, Geschichte der Frauen und Familie im damaligen Polen, Geschichte des alltäglichen Lebens in der neueren Zeit, kulturelle Beziehungen zwischen Polen und Italien, ethnische Minderheiten in der Zeit der Königlichen Republik ab dem 16. Jahrhundert. Zu ihren wichtigsten Publikationen gehören:
- Obraz Włoch w polskim piśmiennictwie geograficznym i podróżniczym osiemnastego wieku, Toruń 2005, ISBN 83-7441-114-7. (Das Bild Italiens in der polnisch-geografischen und touristischen Literatur des 18. Jahrhunderts, Toruń 2005, ISBN 83-7441-114-7.)
- Z dziejów kultury czasów nowożytnych. Wybór tekstów źródłowych, Toruń 2009, ISBN 978-8376113586. (Aus der Kulturgeschichte der neueren Zeit. Eine Auswahl von Quelltexten, Toruń 2009, ISBN 978-8376113586)
- Situation of the Roma minority in the Czech Republic, Hungary, Poland and Slovakia, Wrocław 2011; wspóredaktorzy: Jaroslav Balvin, Łukasz Kwadrans, ISBN 9788362969012. (Die Situation der Roma-Minderheit in der Tschechischen Republik, Ungarn, Polen und der Slowakei, Breslau 2011; Herausgeber: Jaroslav Balvin, Łukasz Kwadrans, ISBN 9788362969012.)
- Apolonia Helena Massalska, Pamiętniki pensjonarki. Zapiski z czasów edukacji w Paryżu (1771-1779), wstęp i opracowanie Małgorzata Ewa Kowalczyk, przekład z języka francuskiego Anna Pikor-Półtorak, Kraków 2012, ISBN 9788376382159. (Apolonia Helena Massalska, Tagebuch einer Pensionärin. Notizen aus der Zeit der Erziehung in Paris (1771-1779), Einführung und Bearbeitung von Małgorzata Ewa Kowalczyk, Übersetzung aus dem Französischen Anna Pikor-Półtorak, Krakau 2012, ISBN 9788376382159.)
- Katarzyna z Sosnowskich Platerowa, Moja podróż do Włoch. Dziennik z lat 1785-1786, wstęp i opracowanie Małgorzata Ewa Kowalczyk, przekład z języka francuskiego Anna Pikor-Półtorak, Łomianki 2013, ISBN 978-83-7565-318-2. (Katharina Sosnowski Platerowa, Meine Reise nach Italien. Tagebuch aus den Jahren 1785-1786, Einführung und Bearbeitung und Bearbeitung von Małgorzata Ewa Kowalczyk, Übersetzung aus dem Französischen Anna Pikor-Półtorak, Łomianki 2013, ISBN 978-83-7565-318-2.)